# Jean-Paul Piérot
Jean-Paul Piérot, né le 29 février 1952 à Laon (Aisne) et mort le 9 janvier 2024 à Saint-Denis (Seine-Saint-Denis), est un journaliste français.
De 1994 à 2016, il est rédacteur en chef du quotidien L'Humanité où il est également éditorialiste.

## Biographie

### Carrière de journaliste
En 1976, Jean-Paul Piérot entre à la direction du journal régional de Reims L’Union fondé par des résistants. Il restera membre du conseil de gérance jusqu’en 1983, année où le journal est racheté par le groupe Hersant Média de Philippe Hersant.
En 1986,  il rejoint le journal L'Humanité que dirige Roland Leroy. Il est d’abord affecté au service international avec pour secteur d’activité les pays de l’est européens. Il intègre ensuite la rédaction en chef en 1994 auprès de Claude Cabanes.
En 1999, il est nommé chef du service international et devient deux ans plus tard rédacteur en chef exécutif au côté de Pierre Laurent.  De 2006 à 2010, il est également chef du service politique, économique et social.
Jean-Paul Piérot a réalisé de nombreux reportages sur les bouleversements politiques dans les pays de l’Est à partir de 1989 et les guerres de Yougoslavie entre 1991 et 1999. Entre 2004 et 2005, il anime une équipe de journalistes chargée de décrypter le projet de la Constitution européenne et publie dans un numéro spécial le texte intégral.
Jean-Paul Piérot devient journaliste honoraire en 2016 mais continue à collaborer régulièrement avec L'Humanité.
Il meurt le 9 janvier 2024 à Saint-Denis (Seine-Saint-Denis) à l'âge de 71 ans. Il est inhumé au cimetière du Père-Lachaise.

### Engagement politique
Lycéen à Gérardmer dans les Vosges, il adhère à la Jeunesse communiste et au Parti communiste français (PCF) en 1969.
À l'université de Reims en 1970, il milite à l'UNEF-Renouveau.
À partir de 1971, il exerce des fonctions dirigeantes au sein de la fédération PCF de la Marne. De 1982 à 1986, il est également secrétaire de la section PCF de Reims[réf. souhaitée].